# Pericrocotus erythropygius

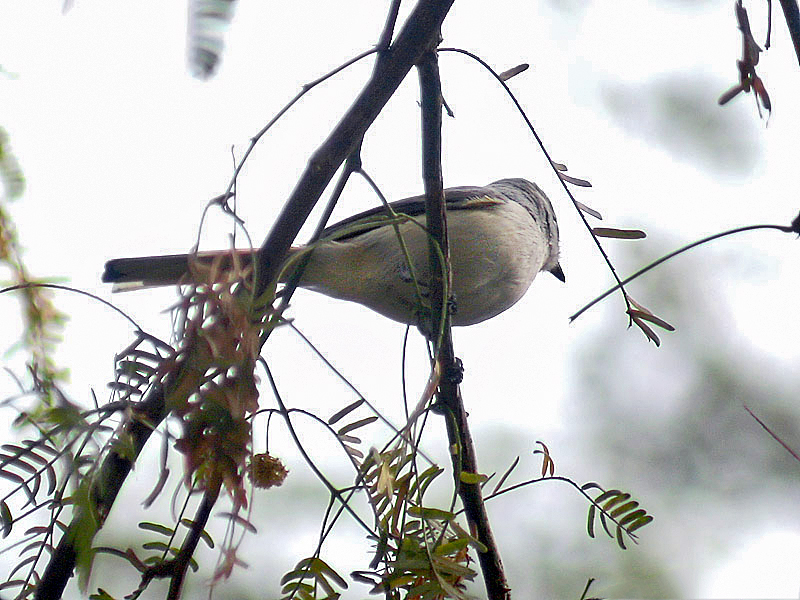
En Bharatpur, Rajasthan, India.

El minivet ventriblanco (Pericrocotus erythropygius) es una especie de ave paseriforme de la familia Campephagidae. Su población es estable, y habita una zona que posee un área de más de 20 000 km².

## Distribución y hábitat
Se lo encuentra en la India, principalmente en bosque caducifolio seco.